# Лефрой, Томас Ланглуа
Томас Ланглуа Лефрой (англ. Thomas Langlois Lefroy; 8 января 1776, Лимерик — 4 мая 1869) — ирландский политик и судья.

## Биография
Происходил из семьи французских гугенотов. Окончил с отличием Тринити-колледж в Дублине.
В 1796 году у Лефроя был краткий роман с Джейн Остин, упомянутый в нескольких её письмах. Они познакомились, когда Лефрой приезжал в гости к своим тёте и дяде, которые были соседями Остинов. По семейной легенде, причиной разрыва послужило негативное отношение тетушки Томаса к этому браку. Считается, что история романа с Лефроем стала основой сюжета романа Остин «Доводы рассудка», а тетушка Томаса, мадам Анна Лефрой, послужила прототипом леди Рассел. Позднее Лефрой признавался племяннику Остин, что любил Джейн, но это была «детская любовь». В 1799 году вступил в брак с Мэри Пол, от которой у него было восемь детей. Свою старшую дочь Лефрой назвал Джейн.
Служил в качестве депутата от избирательного округа Дублинского университета 1830—1841. Тайный советник Ирландии в 1835—1869 и лорд, а также главный судья Ирландии в 1852—1866.
В фильме «Джейн Остин» его роль исполнил Джеймс Макэвой.